# Seaton (Devon)
Pour les articles homonymes, voir Seaton.
Seaton est une ville et une paroisse civile du Devon, située dans le sud-ouest de l'Angleterre.

## Géographie
Elle est située dans la circonscription Tiverton et Honiton.

## Personnalités liées
- William Frank Calderon (1865-1943), peintre, y est mort.
- John Colborne (1778-1863), militaire et administrateur colonial britannique et 1er baron Seaton.
- M. J. Coldwell (1888-1974), homme politique socialiste canadien, y est né.
- John Denham (1953-), homme politique, y est né.
- Charles Henry Wright (1864-1941), botaniste, y est mort.